# STS–93
Az STS–93 volt az amerikai űrrepülőgép-program 95. és a Columbia űrrepülőgép 26. repülése. Programját befejezve egy 17 hónapos nagyjavítást végeztek rajta, így legközelebb csak 2002-ben repülhetett újra az STS–109 küldetésén.

## Küldetés
Eileen Collins az első női űrrepülőgép-parancsnok.

## Jellemzői
A beépített kanadai Canadarm (RMS) manipulátor kart 50 méter kinyúlást biztosított (műholdak indítás/elfogása, külső munkák [kutatás, szerelések], hővédőpajzs külső ellenőrzése) a műszaki szolgálat teljesítéséhez.

## Első nap
Eredetileg 1999. július 20-án indult volna, de a túlzott hidrogénszivárgás észlelése miatt megszakították startját. Két nappal később július 22-én időjárási problémák miatt újra elhalasztották. Végül július 23-án a szilárd hajtóanyagú gyorsítórakéták, Solid Rocket Booster(SRB) segítségével Floridából, a Cape Canaveral (KSC) Kennedy Űrközpontból, a LC39–B (LC–Launch Complex) jelű indítóállványról emelkedett a magasba. Az orbitális pályája 90 perces, 28,5 fokos hajlásszögű, elliptikus pálya perigeuma 260 kilométer, az apogeuma 280 kilométer volt. Felszálló tömeg indításkor 122 536 kilogramm, leszálló tömeg 99 783 kilogramm. Szállított hasznos teher 22 781 kilogramm
A folyékony hidrogén és a folyékony oxigén tartályok azonos méretben, de alumínium-lítium anyagból készültek. Súlyuk 7500 kilogrammal könnyebb lett, így nagyobb terheket szállíthattak a Nemzetközi Űrállomás építéséhez.

## Hasznos teher
1. Fő feladat a valaha épített legfejlettebb Chandra űrtávcső (Chandra X-Ray Observatory) pályairányba állítása. A Chandra röntgentartományban működő távcső és a harmadik a NASA Nagy obszervatóriumok sorozatában. Nevét Subrahmanyan Chandrasekhar indiai asztrofizikusról kapta.
2. Shuttle Ionespheric (SI) – az űrrepülőgépen keletkező nagy frekvenciás (VHF) rezgések mérése a motorok indításánál. Elősegítendő a kutatások során fellépő negatív (eredményt befolyásoló) rezgések csökkentését.
3. Southwest Ultraviolet Imaging System (SWUIS) – ultraibolya (UV) tartományban dolgozó teleszkópos, képfeldolgozó kamerával [charge-coupled device (CCD)] csillagászati méréseket, fényképeket készítettek bolygókról. Hale–Bopp-üstökösről több mint 400 000 képet készítettek, betekintést kaptak az üstökös csóvájának összetételére. Az üstökös 10 000-szer olyan messze volt, mint a Pluto.
4. Shuttle Amateur Radio Experiment (SAREX–II) – rádióamatőrökkel történő kapcsolatfelvétel, a NASA oktatási (űrhajózás népszerűsítése) terve szerint.
5. Applied Microgravity Research (GOSAMR) – kerámiai anyagok feldolgozása mikrogravitációs környezetben.
6. Space Tissue Loss - B (STL–B) – sejtkultúrák fejlődésének videó képalkotó segítségével történő megfigyelése.
7. Light Weight Flexible Solar Array Hinge (LFSAH) – a napelemek rögzítésének több formáját tesztelték.
8. Cell Culture Module (CCM) – orvosbiológiai mérések a mikrogravítációs környezetben dolgozók izom-, csont-, sejtek veszteségének csökkentése érdekében. Olyan gyógyszerek kialakítását segítve, melyek megszüntetik, lassítják a veszteségi folyamatokat.
9. Plant Growth Investigations in Microgravity (PGIM) – haszonnövények növekedési kísérletei.
10. Micro-Electrical Mechanical System (MEMS) – mikró elektromos rezgéseket, valamint a környezet kémiai változásait mérte.
11. Biological Research in Canisters (BRIC) – önálló vizsgálati edényekben kis ízeltlábú állatok-, patkányok- és növények hatástényezőit vizsgálták. A legénység a folyamatokban csak ellenőrző szereppel bírt. A molekuláris genetikai vizsgálatokhoz nyújtott adatszolgáltatást.

### Műhold
A tehertérben rögzített Csillagászati műholdon, pályára állást követően a legénység elvégezte a szükséges méréseket, ellenőrizte az alapvető működést biztosító rendszereket, majd aktiválta a műholdat. A Canadarm (RMS) manipulátor kar segítségével pályairányba állították. A műhold pályairányba állítását követően az űrrepülőgép 13-16 kilométerre eltávolodott. A műholdat a 60 perc múlva, automatikusan induló két fokozatú szilárd üzemanyagú IUS főmotor sikeresen megemelte, majd  az első fokozat leválása után a második fokozat IUS motorja elliptikus pályába állította. A napelemek kinyíltak, megkezdődött az üzemi teszt, 10 nap alatt vette fel szolgálati pályáját.

#### Chandra űrtávcső
A Chandra X-Ray Observatory a legnagyobb műhold, amelyet űrrepülőgéppel indítottak, hogy a legénység pályairányba állítsa. Feladata a világűrből érkező nagy energiájú X-sugarak (10 keV) mérése, felrobbant csillagok gáz maradványainak felkutatása.
A tudományos obszervatóriumot gyártotta az amerikai TRW Space & Electronics Group (Redondo Beach), üzemeltette a NASA Marshall Space Flight Center (MSFC), Huntsville. Megnevezései: Chandra; Chandra (1999-040B); Chandra űrtávcső; Chandra X-ray Observatory (CXO); Advanced X-ray Astrophysics Facility (AXAF). Kódszáma: SSC 25867.
Háromtengelyesen stabilizált (giroszkópok), alakja henger alakú nyolcszögletű hasáb. Teljes hossza 11,80 méter, átmérője 4,25 méter, napelemeinek fesztávolsága 19,51 méter. A napelemek 2,35 kW elektromos áramot, éjszakai (földárnyék) energia ellátását 3 nikkel-hidrogén (NiH2) akkumulátorok biztosították (3×40 Ah). Felszálló tömege 5865, hasznos tömege 4790 kilogramm. Az orbitális egység pályája 64 óra és 18 perces, 58 fokos hajlásszögű, elliptikus pálya perigeuma 16 000 kilométer, az apogeuma 133 000 kilométer volt. Gázfúvókái segítségével (hidrazin és nitrogén-dioxid üzemanyag) pályáját folyamatosan korrigálta.
Felépítése
1. az űrhajó felépítése: pályamagasságba állítás (rakétahajtómű), napelempárral történő 2350 watt elektromos áram ellátás [éjszakai (földárnyék) energia ellátását 3 darab nikkel-hidrogén akkumulátorok biztosították], számítógép (irányító, ellenőrző), kommunikáció antennák és adatrögzítők, orientációs kamera, Sun hőérzékelő (árnyékolás), a tudományos modul elhelyezése.
2. a távcső. Az űreszköz középpontjában a teleszkóposan működtethető nagy felbontású tükrök vannak elhelyezve. A legsimább tükrök, amiket valaha készítettek. Az összeállított tükör súlya több mint egy tonna. A felderítésre és vizsgálatra 8 tükör van elhelyezve, átmérőjük közel 4 méter, 3 méter mélységben helyezkednek el. A vizsgálati csőben állandó hőmérséklet van biztosítva. Az érkező képeket egy nagy felbontású kamera rögzíti, biztosítva a földi személyzet részére a láthatóságot. Az AXAF CCD Imaging Spectrometer (ACIS) a látható, érzékelhető energia tartományokban akár 50 megkülönböztetésre is képes.
3. a tudományos modul. A diffrakciós rácsok segítik a beérkező nagyobb- és közepes energiák spektrométeres képalkotását. Egy másik rács szétszórja a beérkező alacsony energiákat a spektrométeres képalkotáshoz. A képeket a földi vevőkhöz továbbítják értékelés céljából. A NASA napi három alkalommal létesített kapcsolatot az űreszközzel.

## Negyedik nap
1999. július 27-én a Kennedy Űrközponton (KSC), kiinduló bázisán szállt le. Összesen 4 napot, 22 órát, 50 percet és 18 másodpercet töltött a világűrben. 2 890 000 kilométert (1 800 000 mérföldet) repült, 80 alkalommal kerülte meg a Földet.

## Személyzet
(zárójelben a repülések száma az STS–93 küldetéssel együtt)
- Eileen Collins (3), parancsnok
- Jeffrey Shears Ashby (1), pilóta
- Steven Hawley (5), küldetésfelelős
- Catherine Grace Coleman (2), küldetésfelelős
- Michel Tognini (2), küldetésfelelős - Francia Űrügynökség (CNES)

### Visszatérő személyzet
- Eileen Collins (3), parancsnok
- Jeffrey S. Ashby (1), pilóta
- Steven Alan Hawley (5), küldetésfelelős
- Catherine Grace Coleman (2), küldetésfelelős
- Michel Tognini (2), küldetésfelelős